# Sittelle à joues blanches
Sitta leucopsis
Espèce
Statut de conservation UICN

 LC  : Préoccupation mineure
La Sittelle à joues blanches (Sitta leucopsis) est une espèce d'oiseaux de la famille des Sittidae.

## Répartition

Distribution approximative de la Sittelle à joues blanches
Distribution approximative de la Sittelle de Przewalski (S. przewalskii)

Cette espèce vit dans l'Ouest de l'Himalaya.

## Taxinomie
La Sittelle de Przewalski (S. przewalskii) était autrefois considérée comme sous-espèce de la Sittelle à joues blanches, mais Pamela C. Rasmussen la traite comme espèce à part entière en 2005 dans son livre Birds of South Asia. The Ripley Guide, décision notamment suivie par Nigel J. Collar et John D. Pilgrim en 2007 et reprise par le Congrès ornithologique international et Alan P. Peterson ; aucune sous-espèce n'est distinguée,. Rasmussen argue de différences morphologiques et de cris significatives, mais il serait bon d'étudier comment chaque espèce répond aux cris de l'autre pour soutenir plus solidement ce découpage. Sitta przewalskii et S. leucopsis sont séparées l'une de l'autre de près de 1 500 kilomètres.